# ریچی بارکر (بازیکن فوتبال، زاده ۱۹۳۹)
ریچی بارکر (انگلیسی: Richie Barker; ۲۳ نوامبر ۱۹۳۹ – ۱۱ اکتبر ۲۰۲۰) بازیکن فوتبال اهل بریتانیا بود.
از باشگاه‌هایی که در آن بازی کرده‌است می‌توان به باشگاه فوتبال پیتربورو یونایتد، باشگاه فوتبال دربی کانتی، باشگاه فوتبال برتون آلبیون، و باشگاه فوتبال نوتس کانتی اشاره کرد.